# Saison 2017-2018 du Nîmes Olympique
Maillots
Dernière mise à jour : 12 mai 2018.
Chronologie
Saison précédente Saison suivante
La saison 2017-2018 du Nîmes Olympique est la trentième saison de l'histoire du club gardois en championnat de France de deuxième division, la sixième consécutive au sein de l'antichambre de l’élite du football français.
L'équipe est dirigée pour la troisième saison consécutive par Bernard Blaquart, qui occupe le poste d'entraîneur depuis novembre 2015.
Cette nouvelle saison fait suite à une saison surprenante, le club ayant terminé à une belle 6e place lors de l'exercice précédent, les Nîmois ont réalisé une seconde partie de saison exceptionnelle et, avant la dernière journée, les Crocodiles pouvaient encore espérer monter en Ligue 1.
Les Crocos participent également durant la saison aux deux coupes nationales que sont la Coupe de France où il se font éliminer en trente-deuxième de finale sur la pelouse de l'AS Saint-Étienne et la Coupe de la ligue dans laquelle il se font éliminer dès leur entrée en lice par Le Havre AC. Ces éliminations prématurées permettent au club de se concentrer sur le championnat, et après un départ laborieux, les nîmois s'envolent et montent sur le podium lors de la 13e journée et ne le quittent plus pour finir à la seconde place du championnat synonyme de montée en Ligue 1, vingt-cinq ans après l'avoir quittés.

## Avant saison

### Objectif du club
À l'issue de la saison 2016-2017, Bernard Blaquart tire un rapide bilan de la saison et n'hésite pas à s'avancer sur les premiers objectifs du club lors du prochain exercice. Pointant du doigt l’état déplorable de la pelouse des Costières jusques novembre, pour expliquer en partie l’exercice délicat à domicile, le technicien sudiste évoque également son ambition pour la prochaine saison. La Ligue 1 ? Il l’ambitionne comme tout le monde.

« L’an prochain ? Une montée en Ligue 1 ! Les 20 clubs qui vont démarrer le championnat vont tenter de monter en Ligue 1. Mais je vous dirai cela le 31 août, avec un effectif figé. J’aimerais garder une ossature de cette équipe. Tout va dépendre de ça. S’il faut rebâtir, reconstruire. Cette année, ça a marché, d’autres fois, ça marche moins bien, et vous faites une saison comme le Red Star. »

— Bernard Blaquart

### Transferts
Le marché estival des transferts est marqué pour le Nîmes Olympique par plusieurs mouvements de joueurs. Au niveau des départs, Christian Kouakou retourne au SM Caen après avoir été prêté au NO durant une saison tandis qu'Anthony Marin, dont le contrat arrive à terme, s'engage avec l'AC Ajaccien. Le club gardois connaît également une importante vague de départs à la suite du non-renouvellement de plusieurs joueurs importants de l'effectif. Ainsi, Karim Aït-Fana, Mame Ousmane Cissokho, Florian Fabre, Nasser Chamed sont laissés libres de négocier avec d'autre clubs. Par ailleurs, le défenseur latéral Gaël Angoula met un terme à sa carrière de joueur professionnel afin de se consacrer pleinement à sa reconversion en tant qu'arbitre de football. Le 21 juin 2017, la direction du club annonce le départ à l'US Orléans du gardien de but Gauthier Gallon qui a perdu, lors de la saison précédente, sa place de titulaire à la suite d'une longue blessure au pied droit,. Ce départ entraîne la prolongation, pour deux ans supplémentaires, du contrat de Martin Sourzac, qui était pourtant annoncé en partance pour l'US Quevilly-Rouen. Début août, le club doit faire face à deux nouveaux départ, celui de Larry Azouni qui rejoint le KV Courtrai ainsi que la rupture de contrat de Slimane Sissoko. Enfin, le club voit un dernier départ avant la fin du mercato d'été  avec le prêt sans option d'achat de Zié Diabaté aux Chamois niortais.
Au niveau des recrues, le club se montre rapidement actif puisqu'il fait signer le 9 juin 2017, jour d'ouverture de la période estivale des transferts, l'attaquant international espoir turc Umut Bozok en provenance du GS Consolat avec lequel il a inscrit dix-huit buts lors de la saison passée de National, ce qui lui a permis de décrocher le titre de meilleur buteur et de meilleur joueur du championnat. Le 12 juin 2017, le club annonce l'arrivée pour trois ans du milieu de terrain Pierrick Valdivia, ancien capitaine du Racing Club de Lens. Les dirigeants du Nîmes Olympique continuent le renforcement de l'équipe par le recrutement, le 10 juillet 2017, de l'attaquant grec Panayótis Vlachodímos qui signe son retour dans le Gard après avoir été prêté une demi-saison lors de la saison 2014-2015 par l'Olympiakos. Le 16 août, les dirigeants annoncent la signature de Baptiste Valette en tant que troisième gardien du club, en provenance de l'Excelsior Virton, avant de confirmer le lendemain l’arrivée du défenseur Liassine Cadamuro, qui évoluait au Servette FC avant de passer une saison sans club. Enfin le club se fait prêter respectivement les 23 et 31 août 2017, Olivier Boscagli, le jeune défenseur de l'OGC Nice et Romain Del Castillo le jeune milieu de l'Olympique lyonnais.

### Préparation d'avant-saison
Les joueurs du Nîmes Olympique retrouvent les terrains d'entraînements le mercredi 21 juin 2017. Ils prendront ensuite la direction de Peralada en Espagne pour un stage de préparation programmé du lundi 26 juin au dimanche 2 juillet 2017. Enfin, du lundi 17 au samedi 22 juillet 2017, ils effectueront un second stage de pré-saison à Albertville.
Le club gardois disputera trois matchs amicaux durant sa préparation contre le Gazélec Ajaccio, le Toulouse FC et Grenoble Foot, récent promu en National.

## Compétitions

### Championnat
La saison 2017-2018 de Ligue 2 est la soixante-dix-neuvième édition du championnat de Ligue 2 (ou Division 2 jusqu'en 2002). La division oppose vingt clubs en une série de trente-huit rencontres. Deuxième niveau de la hiérarchie du football en France après la Ligue 1, le championnat oppose en matches aller-retour, vingt clubs professionnels, dont deux ou trois promus de National et deux ou trois relégués de Ligue 1. Le Nîmes Olympique évolue pour la trentième fois en deuxième division de son histoire et la sixième consécutive depuis la saison 2012-2013.

#### Des débuts mitigés - Journées 1 à 5
Pour les cinq premières journées de championnat, les crocos débutent tout d'abord face au Stade de Reims, avant un déplacement périlleux sur le terrain du RC Lens, puis la réception de l'AS Nancy-Lorraine qui sont trois clubs ayant joués la montée la saison précédente. Les nîmois enchaînent ensuite avec un déplacement chez le LB Châteauroux lors de la quatrième journée et la réception du Havre AC.
La saison démarre mal pour les nîmois qui malgré une nette domination vont se casser les dents sur le Stade de Reims lors de la première journée en s'inclinant à domicile, un but à zéro. Ils enchainent néanmoins avec un résultats plus qu'encourageant en s'imposant deux buts à un dans les dernières minutes sur la pelouse du RC Lens, puis en tenant un autre candidat à la montée en échec sur leurs pelouses sans encaisser le moindre but face à l'AS Nancy-Lorraine. Cependant, les Nîmois chutent une nouvelle fois lors de la journée suivante sur la pelouse du LB Châteauroux sur le score d'un but à zéro, avant de s'imposer au stade des Costières contre les leaders de seconde division, Le Havre AC, sur le score d'un but à zéro.

#### Entre belles séries et couacs - Journées 6 à 12
Il faut attendre la sixième journée du championnat pour voir le club gardois réaliser une première prestation de haut vol en allant s'imposer sur la pelouse de l'AC Ajaccien sur le score de quatre buts à un, puis en écrasant l'AJ Auxerroise trois buts à zéro lors de la journée suivante dans son antre des Costières et enfin en atomisant la lanterne rouge du championnat, le Tours FC, sur le score de quatre buts à zéro lors de la 8e journée. Mais les crocos vont être ramenés sur terre très rapidement lors de la journée suivante, en s'inclinant sur leur pelouse face aux modestes Chamois niortais sur le score de cinq buts à un, puis en s'inclinant sur la pelouse du Paris FC deux buts à un, la journée suivante. Les hommes de Bernard Blaquart repartent en avant lors de la 11e journée en s'imposant facilement quatre buts à un contre l'US Orléans, puis en écrasant le Stade brestois quatre buts à zéro grâce au duo en forme de l'équipe gardoise, Umut Bozok auteur d'un triplé et Romain Del Castillo auteur d'un but et d'une passe décisive.

#### Une place sur le podium - Journées 13 à 19
Les nîmois retrouvent le podium lors de la 13e journée grâce à une belle victoire sur la pelouse du Valenciennes FC sur le score de deux buts à un, puis en s'imposant dans un stade des Costières bien rempli sur le score de quatre buts à un contre l'US Quevilly-Rouen grâce à un triplé de leur jeune attaquant turc, Umut Bozok. Après un week-end de coupe, les crocos chutent face au lionceaux du FC Sochaux-Montbéliard sur le score de deux buts à un, mais se ressaisissent rapidement en écrasant le Football Bourg-en-Bresse Péronnas sur le score de quatre buts à zéro, avec un nouveau triplé de leur attaquant vedette, Umut Bozok, puis en allant décrocher une précieuse victoire sur la pelouse du FC Lorient sur le score de deux buts à un. Les crocos enchaînent ensuite lors d'un match diffuser un Lundi soir en prime time en s'imposant trois buts à un face au Clermont Foot, un autre prétendant à la montée, avant de voir le dernier match de l'année contre le GFC Ajaccio reporté pour cause météorologique et joué lors du mois de janvier, pour une défaite deux buts à zéro sur la pelouse corse.

#### Deux premiers mois mitigés - Journées 20 à 27
Les nîmois entament l'année 2018 par une contre-performance en concédant une défaite un but à zéro face au RC Lens sur la pelouse du stade des Costières, mais se ressaisissent rapidement en allant s'imposer sur le terrain de l'AS Nancy-Lorraine deux buts à zéro lors de la journée suivante, puis en écrasant le LB Châteauroux trois buts à zéro. Lors de la journée suivante, les crocos s'inclinent dans le choc du week-end sur la pelouse du Havre AC sur le score de deux buts à un, avant d'être tenu en échec par leur premier poursuivant, l'AC Ajaccien sur le score d'un but partout, puis par l'AJ Auxerroise sur le score de zéro à zéro au stade de l'Abbé Deschamps. Lors de la journée suivante, les crocos sont tenus en échec par le Tours FC sur leur pelouse sur le score de deux buts partout  malgré des réalisations d'Umut Bozok et de Rachid Alioui, mais ils se rattrapent la journée suivante en écrasant sur leur pelouse les Chamois niortais sur le score de quatre buts à un grâce à leur jeune attaquant turc auteur d'un doublé et d'une passe décisive.

#### Un quasi sans faute - Journées 28 à 33
Les nimois débutent le mois de mars par une victoire importante face au Paris FC qui mène pourtant au score jusqu'à la 67e minute avant que l'incontournable Umut Bozok puis Renaud Ripart donne la victoire au club gardois deux buts à un, puis enchainent par une nette victoire sur la pelouse de l'US Orléans sur le score de quatre buts à un et une belle victoire sur celle du Stade brestois, grâce entre autres à leur attaquant vedette, Umut Bozok. Alors que la course à la montée est bien lancée, les hommes de Bernard Blaquart réalisent un prestation sérieuse à domicile contre le Valenciennes FC, battu un but à zéro, éloignant ainsi trois de leurs poursuivants n'ayant pas réussi à engranger des points lors de cette journée, puis enchaînent en s'imposant trois buts à un sur la pelouse de l'US Quevilly-Rouen lors de la journée suivant avec un nouveau doublé de Umut Bozok. Alors que s'annoncent le sprint final, les crocos craquent à domicile lors de la 33e journée  face au FC Sochaux-Montbéliard sur le score de deux buts à zéro.

#### Le sprint final - Journées 34 à 38
Alors que le sprint final pour la montée en Ligue 1 est lancé, les hommes de Bernard Blaquart arrachent le match nul deux buts partout sur la pelouse du Football Bourg-en-Bresse Péronnas alors que les corses de l'AC Ajaccien, leurs principaux adversaires, s'inclinent sur la pelouse du leader rémois, avant de s'imposer sur la plus petite des marges face au FC Lorient sur le score d'un but à zéro, puis d'aller tenir en échec le Clermont Foot un but partout sur leur pelouse éloignant ainsi un peu plus leurs adversaires à la montée.
C'est lors de la 37e journée de Ligue 2 que les hommes de Bernard Blaquart décroche le précieux sésame. Alors que leur principal adversaire l'AC Ajaccien est tenu en échec sur la pelouse de l'AJ Auxerroise, les crocos s'imposent largement face au GFC Ajaccio sur le score de quatre buts à zéro dans un stade en ébullition de 17 337 spectateurs retrouvant  l'élite du football français vingt-cinq ans après l'avoir quitté. Les nîmois terminent la saison par un match de gala sur la pelouse du leader de Ligue 2, le Stade de Reims, où ils arrachent un match nul deux buts partout.

### Classement final et statistiques
Le Nîmes Olympique termine le championnat à la deuxième place avec 22 victoires, 7 matchs nuls et 9 défaites. Une victoire rapportant trois points et un match nul un point, le NO totalise 73 points soit quinze points de moins que le club sacré champion, le Stade de Reims. Les Nîmois possèdent la meilleure attaque du championnat et la cinquième défense. Le NO est la quatrième meilleure équipe à domicile du championnat (39 points), et la deuxième à l'extérieur (34 points). Le club termine à la troisième place du classement du fair-play établi par la Ligue de football professionnel, avec 63 cartons jaunes et 2 cartons rouges.
Le Stade de Reims et le Nîmes Olympique, montent directement en première division en attendant les résultats des barrages opposants le 18e de Ligue 1 et les 3e, 4e et 5e de Ligue 2. Les deux clubs relégués en National 2018-2019 sont l'US Quevilly-Rouen Métropole après une saison passée au sein de la seconde division et le Tours FC après dix ans passé au sein de la seconde division.
| Rang | Équipe          | Pts | J  | G  | N  | P  | Bp | Bc | Diff |
| ---- | --------------- | --- | -- | -- | -- | -- | -- | -- | ---- |
| 1    | Stade de Reims  | 88  | 38 | 28 | 4  | 6  | 74 | 24 | +50  |
| 2    | Nîmes Olympique | 73  | 38 | 22 | 7  | 9  | 75 | 37 | +38  |
| 3    | AC Ajaccien     | 68  | 38 | 20 | 8  | 10 | 62 | 43 | +19  |
| 4    | Le Havre AC     | 66  | 38 | 19 | 9  | 10 | 53 | 34 | +19  |
| 5    | Stade brestois  | 65  | 38 | 18 | 11 | 9  | 58 | 43 | +15  |

- Promotion en Ligue 1
- Barrages de promotion en Ligue 1

### Coupe de France
La coupe de France 2017-2018 est la 101e édition de la coupe de France, une compétition à élimination directe mettant aux prises les clubs de football amateurs et professionnels à travers la France métropolitaine et les DOM-TOM. Elle est organisée par la FFF et ses ligues régionales.
Lors du premier tour de la compétition auquel participe le club gardois, les hommes de Bernard Blaquart viennent à bout du club phocéen évoluant en National, le GS Consolat, grâce à une réalisation dans les derniers instant de Gaëtan Paquiez. Ils s'imposent ensuite au Stade Pierre-Pibarot face à la modeste équipe de l'Anduze SC qui évolue en Division d'Honneur Régionale, soit cinq échelons plus bas atteignant ainsi le tirage des 1/32e de finale de la compétition, tour d'entrée en lice des clubs de Ligue 1, où les nîmois héritent d'un gros morceaux puisqu'ils se déplacent sur la pelouse de l'AS Saint-Étienne. Cependant, réduit à dix dès la 12e minute, les crocos n'ont pas pu jouer à armes égales avec les pensionnaires de l'élite et se sont finalement incliné deux buts à zéro au stade Geoffroy-Guichard.

### Coupe de la Ligue
La Coupe de la Ligue 2017-2018 est la 24e édition de la Coupe de la Ligue, compétition à élimination directe organisée par la Ligue de football professionnel (LFP) depuis 1994, qui rassemble uniquement les clubs professionnels de Ligue 1, Ligue 2 et National. Depuis 2009, la LFP a instauré un nouveau format de coupe plus avantageux pour les équipes qualifiées pour une coupe d'Europe.
Les nîmois ont peu de chance lors du tirage au sort, puisqu'ils se déplacent sur la pelouse du Havre AC, un des favoris de Ligue 2 pour monter en première division. Alors qu'ils mènent deux buts à zéro, les hommes de Bernard Blaquart vont connaitre un trou d'air en seconde période, encaissant quatre buts en dix minutes. Mais ils se ressaisissent arrachant la séance de tirs au but dans les arrêts de jeu grâce à Anthony Briançon. Malheureusement, cette dernière tourne à l'avantage des normands qui éliminent le Nîmes Olympique dès son entrée en lice.

### Matchs officiels de la saison
Le tableau ci-dessous retrace les rencontres officielles jouées par le Nîmes Olympique durant la saison. Les buteurs sont accompagnés d'une indication sur la minute de jeu où est marqué le but et, pour certaines réalisations, sur sa nature (penalty ou contre son camp).
| Compétition       | Débute au tour | Place ou tour final | Matches joués | Gagnés | Nuls | Perdus | Buts pour | Buts contre | Différence |
| Ligue 2           | -              | 2e                  | 38            | 22     | 7    | 9      | 75        | 37          | +38        |
| Coupe de France   | 7e Tour        | 1/32e de finale     | 3             | 2      | 0    | 1      | 4         | 3           | +1         |
| Coupe de la ligue | 1er Tour       | 1er Tour            | 1             | 0      | 1    | 0      | 4         | 4           | +0         |
| Total             | -              | -                   | 42            | 24     | 8    | 10     | 83        | 45          | +39        |

## Joueurs et encadrement technique

### Encadrement technique
L'équipe est entraînée par Bernard Blaquart, entraîneur de 59 ans en poste depuis novembre 2015. Il débute en 1984 sa carrière d'entraîneur au GC Lunel, club avec lequel il réussit deux montées, puis dirige successivement l'Entente Nord Lozère, l'EDS Montluçon, l'EP Vergèze avant de revenir à Lunel en 1998, qu'il quittera de nouveau en 2004. Il rejoint le Grenoble Foot 38 la même année en tant qu'entraîneur de l'équipe réserve et directeur du centre de formation. Après avoir quitté son poste en 2008, il retrouve des fonctions similaires en 2012 avec le Tours FC. Il devient entraîneur de l'équipe professionnelle la saison suivante et réussit à maintenir le club en Ligue 2. Cependant, il quitte le club à l'été 2013 pour être de nouveau directeur d'un centre de formation, celui du Nîmes Olympique. À l'instar de ses deux précédentes expériences, il entraîne dans un premier temps l'équipe réserve (et durant deux saisons, l'équipe U17) avant de devenir celui de l'équipe première.
L'entraîneur des gardiens est Sébastien Gimenez, présent dans le staff des Crocodiles depuis 2010. Après avoir effectué une carrière amateur débutée en 1997 au Castelnau-le-Crès FC, il dispute sa seule et unique rencontre professionnelle avec le FC Sète en 2006. Il s'engage la même année avec le Nîmes Olympique, évoluant alors en National. Il y effectue les deux dernières années de sa carrière en disputant 38 rencontres et fait partie de l'effectif des Crocodiles remontant en Ligue 2 en 2008.

### Effectif professionnel
L'effectif professionnel est composé cette saison de vingt-six joueurs. Dans les buts, Yan Marillat est le numéro un. Il est suppléé par Martin Sourzac, qui est le deuxième dans la hiérarchie, puis par Baptiste Valette et Lucas Dias. Les défenseurs sont au nombre de neuf pour cette année : Fabien Garcia, Féthi Harek, Liassine Cadamuro-Bentaïba et Anthony Briançon évoluent dans l'axe, alors que Gaëtan Paquiez, Olivier Boscagli et le jeune Sofiane Alakouch jouent eux en tant que latéraux, ils sont soutenus par deux jeunes issus du centre de formation, Rayanne Khemais et Théo Sainte-Luce. L'effectif possède six milieux de terrain axiaux qui sont Pierrick Valdivia, Romain Del Castillo, Téji Savanier, Antonin Bobichon et Théo Valls qui voit cette saison son petit frère Lucas Valls rejoindre l'effectif. En attaque, le groupe se compose de trois éléments axiaux : Rachid Alioui, Clément Desprès et Umut Bozok, et de trois ailiers Panayótis Vlachodímos, Renaud Ripart et Sada Thioub, accompagné par le jeune Ibrahim Madi.
En grisé, les sélections de joueurs internationaux chez les jeunes mais n'ayant jamais été appelés aux échelons supérieur une fois l'âge limite dépassé.

### Statistiques individuelles
| Joueur                | Total |
| Téji Savanier         | 8     |
| Romain Del Castillo   | 6     |
| Rachid Alioui         | 4     |
| Renaud Ripart         | 4     |
| Sada Thioub           | 4     |
| Umut Bozok            | 4     |
| Sofiane Alakouch      | 3     |
| Olivier Boscagli      | 3     |
| Théo Valls            | 2     |
| Panayótis Vlachodímos | 1     |
| Gaëtan Paquiez        | 1     |
| Clément Deprès        | 1     |
| Anthony Briançon      | 1     |
| Féthi Harek           | 1     |
| Antonin Bobichon      | 1     |

| Joueur                     | Total |
| Umut Bozok                 | 25    |
| Rachid Alioui              | 17    |
| Téji Savanier              | 5     |
| Panayótis Vlachodímos      | 5     |
| Sada Thioub                | 5     |
| Renaud Ripart              | 5     |
| Théo Valls                 | 4     |
| Anthony Briançon           | 4     |
| Romain Del Castillo        | 4     |
| Féthi Harek                | 2     |
| Clément Deprès             | 2     |
| Liassine Cadamuro-Bentaïba | 1     |
| Gaëtan Paquiez             | 1     |
| Antonin Bobichon           | 1     |

Le meilleur buteur de la saison du Nîmes Olympique est le turc Umut Bozok qui avec 25 buts dont 24 en seconde division décroche le titre de meilleur buteur du championnat. Il est suivi de près par le marocain Rachid Alioui avec 17 buts tous inscrit en championnat.
Le meilleur passeur de l'équipe est Téji Savanier qui réalise 8 passes décisives tout au long de la saison.
Les joueurs ayant participé au plus de rencontre cette saison sont Rachid Alioui avec 41 apparitions et Anthony Briançon avec 40 apparitions sous les couleurs gardoises.

## Aspects juridiques et économiques

### Structure juridique et organigramme
Le Nîmes Olympique se compose d'une association, titulaire du numéro d'affiliation de la FFF et d'une société. L'équipe professionnelle est gérée par la société anonyme sportive professionnelle (SASP) Nîmes Olympique au capital de 1 713 960 euros. La SASP est liée par le biais d'une convention à l'association loi de 1901 Nîmes Olympique Association, structure qui regroupe le centre de formation et les équipes amateurs du club.
Le Nîmes Olympique est dirigé par un conseil d'administration dont le président est Rani Assaf. L'organigramme s'établit comme suit :
| Direction | Administratif | Sportif |
| --- | --- | --- |
| Président : Rani Assaf Vice-président : Aimé Landes Président de l'association : Gerard Di Domenico Directeur du centre de formation : Christian Mattiello | Responsable Financier : Laurent Boutrouche Responsable commercial : Xavier Laget Responsable communication : Jordan Isen Responsables sécurité : Jean-Marie Lopez | Entraîneur : Bernard Blaquart Entraîneur adjoint : Jérôme Arpinon Entraîneur des gardiens : Sébastien Gimenez Préparateur physique : Richard Goyet |

### Éléments comptables
Lors de la saison 2017-2018, le budget du club reste stable aux alentours de 8,5 millions d'euros, ce qui classe le club nîmois au douzième rang des budgets de la Ligue 2,.

## Affluence et télévision

### Affluence
Affluence du Nîmes Olympique à domicile

### Retransmission télévisée
Cette saison en Ligue 2, les diffuseurs sont les mêmes que lors de la saison précédente, à savoir BeIN Sports et Canal+. La filiale du groupe Al Jazeera diffuse neuf rencontres par journées, dont huit matchs en multiplex le vendredi soir à vingt heures. Un neuvième est diffusé le samedi à quinze heures. Le dixième et dernier match se dispute le lundi soir à vingt heures trente, en direct sur Canal +.

## Équipe réserve et équipes de jeunes

### Équipe réserve
L’équipe réserve du Nîmes Olympique sert de tremplin vers le groupe professionnel pour les jeunes du centre de formation ainsi que de recours pour les joueurs de retour de blessure ou en manque de temps de jeu.
Pour la saison 2017-2018, elle évolue dans le Championnat de National 3, soit le cinquième niveau de la hiérarchie du football en France. Les objectifs de l'équipe sont de monter à l'échelon supérieur après une saison à côtoyer le haut du classement.
| Rang | Équipe                | Pts | J  | G  | N  | P | Bp | Bc | Diff |
| ---- | --------------------- | --- | -- | -- | -- | - | -- | -- | ---- |
| 1    | Nîmes Olympique rés.  | 50  | 26 | 14 | 8  | 4 | 48 | 25 | +23  |
| 2    | Toulouse FC rés.      | 47  | 26 | 12 | 11 | 3 | 37 | 21 | +16  |
| 3    | Canet Roussillon FC P | 43  | 26 | 11 | 10 | 5 | 37 | 29 | +8   |
| 4    | AS Fabrègues          | 42  | 26 | 12 | 6  | 8 | 43 | 28 | +15  |

- Promu en National 2.
- P : Promu de Division d'Honneur.

Le tableau suivant liste les matchs de l'équipe réserve du Nîmes Olympique.

### Équipe de jeunes
Le Nîmes Olympique aligne plusieurs équipes de jeunes dans les championnats départementaux et régionaux. Parmi ces équipes de jeunes, l'équipe des mois de 19 ans participe à deux compétitions majeures, le championnat national des moins de 19 ans et la Coupe Gambardella 2016-2017. L'équipe des mois de 17 ans évolue également en championnat national.
| Rang | Équipe                 | Pts | J  | G  | N | P  | Bp | Bc | Diff |
| ---- | ---------------------- | --- | -- | -- | - | -- | -- | -- | ---- |
| 5    | AS Saint-Étienne       | 42  | 24 | 13 | 3 | 8  | 60 | 33 | +27  |
| 6    | AC Ajaccien            | 30  | 24 | 8  | 6 | 10 | 41 | 61 | -20  |
| 7    | Olympique de Marseille | 28  | 24 | 8  | 4 | 12 | 31 | 49 | -18  |
| 8    | Nîmes Olympique        | 26  | 24 | 6  | 8 | 10 | 40 | 46 | -6   |
| 9    | SC Toulon P            | 23  | 24 | 6  | 5 | 13 | 30 | 45 | -15  |
| 10   | GFC Ajaccio P          | 23  | 24 | 6  | 5 | 13 | 30 | 51 | -21  |
| 11   | Castelnau Le Crès FC P | 21  | 24 | 5  | 6 | 13 | 32 | 46 | -14  |

| Rang | Équipe                 | Pts | J  | G  | N  | P  | Bp | Bc | Diff |
| ---- | ---------------------- | --- | -- | -- | -- | -- | -- | -- | ---- |
| 5    | AC Ajaccien            | 41  | 26 | 12 | 5  | 9  | 61 | 43 | +18  |
| 6    | OGC Nice               | 41  | 26 | 11 | 8  | 7  | 56 | 35 | +21  |
| 7    | Olympique de Marseille | 38  | 26 | 10 | 8  | 8  | 46 | 42 | +4   |
| 8    | Nîmes Olympique        | 38  | 26 | 8  | 14 | 4  | 50 | 30 | +20  |
| 9    | SC Air Bel             | 38  | 26 | 11 | 5  | 10 | 34 | 44 | -10  |
| 10   | Balma SC P             | 35  | 26 | 10 | 5  | 11 | 50 | 44 | +6   |
| 11   | AS Lattoise P          | 32  | 26 | 9  | 5  | 12 | 48 | 53 | -5   |

### Feuilles et résumés de matchs
1. ↑  « Ligue 2 1re Journée : NO 0-1 SdR » (consulté le 29 juillet 2017)
2. ↑  « Ligue 2 2e Journée : RCL 1-2 NO » (consulté le 8 août 2017)
3. ↑  « Ligue 2 3e Journée : NO 0-0 ASNL » (consulté le 15 août 2017)
4. ↑  « Ligue 2 5e Journée : NO 1-0 LHAC » (consulté le 25 août 2017)
5. ↑  « Ligue 2 6e Journée : ACA 1-4 NO » (consulté le 9 septembre 2017)
6. ↑  « Ligue 2 7e Journée : NO 3-0 AJA » (consulté le 16 septembre 2017)
7. ↑  « Ligue 2 8e Journée : TFC 0-4 NO » (consulté le 20 septembre 2017)
8. ↑  « Ligue 2 9e Journée : NO 1-5 CN » (consulté le 23 septembre 2017)
9. ↑  « Ligue 2 10e Journée : PFC 2-1 NO » (consulté le 1er octobre 2017)
10. ↑  « Ligue 2 11e Journée : NO 4-1 USO » (consulté le 14 octobre 2017)
11. ↑  « Ligue 2 12e Journée : NO 4-0 SB » (consulté le 21 octobre 2017)
12. ↑  « Ligue 2 13e Journée : VFC 1-2 NO » (consulté le 1er novembre 2017)
13. ↑  « Ligue 2 14e Journée : NO 4-1 USQR » (consulté le 4 novembre 2017)
14. ↑  « Ligue 2 15e Journée : FCSM 2-1 NO » (consulté le 18 novembre 2017)
15. ↑  « Ligue 2 16e Journée : NO 4-0 FBBP » (consulté le 25 novembre 2017)
16. ↑  « Ligue 2 17e Journée : FCL 1-2 NO » (consulté le 29 novembre 2017)
17. ↑  « Ligue 2 18e Journée : NO 3-1 CF » (consulté le 12 décembre 2017)
18. ↑  « Ligue 2 20e Journée : NO 0-1 RCL » (consulté le 13 janvier 2018)
19. ↑  « Ligue 2 21e Journée : ASNL 0-2 NO » (consulté le 16 janvier 2018)
20. ↑  « Ligue 2 22e Journée : NO 3-0 LBC » (consulté le 21 janvier 2018)
21. ↑  « Ligue 2 23e Journée : LHAC 2-1 NO » (consulté le 27 janvier 2018)
22. ↑  « Ligue 2 24e Journée : NO 1-1 ACA » (consulté le 3 février 2018)
23. ↑  « Ligue 2 25e Journée : AJA 0-0 NO » (consulté le 12 février 2018)
24. ↑  « Ligue 2 26e Journée : NO 2-2 TFC » (consulté le 18 février 2018)
25. ↑  « Ligue 2 27e Journée : CN 1-4 NO » (consulté le 3 mars 2018)
26. ↑  « Ligue 2 28e Journée : NO 2-1 PFC » (consulté le 3 mars 2018)
27. ↑  « Ligue 2 29e Journée : USO 1-4 NO » (consulté le 10 mars 2018)
28. ↑  « Ligue 2 30e Journée : SB 0-2 NO » (consulté le 27 mars 2018)
29. ↑  « Ligue 2 31e Journée : NO 1-0 VAFC » (consulté le 31 mars 2018)
30. ↑  « Ligue 2 32e Journée : USQR 1-3 NO » (consulté le 7 avril 2018)
31. ↑  « Ligue 2 33e Journée : NO 0-2 FCSM » (consulté le 14 avril 2018)
32. ↑  « Ligue 2 34e Journée : FBBP 2-2 NO » (consulté le 21 avril 2018)
33. ↑  « Ligue 2 35e Journée : NO 1-0 FCL » (consulté le 24 avril 2018)
34. ↑  « Ligue 2 36e Journée : CF 1-1 NO » (consulté le 29 avril 2018)
35. ↑  « Ligue 2 37e Journée : NO 4-0 GFCA » (consulté le 5 mai 2018)
36. ↑  « Ligue 2 38e Journée : SdR 2-2 NO » (consulté le 12 mai 2018)
37. ↑  « Coupe de France 7e Tour : NO 1-0 GSC » (consulté le 12 novembre 2017)
38. ↑  « Coupe de France 8e Tour : ASC 1-3 NO » (consulté le 3 décembre 2017)
39. ↑  « Coupe de France 1/32e : ASSE 2-0 NO » (consulté le 7 janvier 2018)
40. ↑  « Coupe de la Ligue 1er Tour : LHAC 4-4 NO » (consulté le 8 août 2017)